# Hawaiian Drosophila
Hawaiian Drosophila (engelska för: Hawaiis Drosophila) är ett undersläkte inom släktet Drosophila som innehåller de arter inom släktet som är endemiska för Hawaiiöarna i den amerikanska delstaten Hawaii. Undersläktet är monofyletiskt och härstammar från en art inom släktet Drosophila som spreds till Hawaiiöarna för omkring 26 miljoner år sedan. 

## Undersläktets storlek
Hawaiian Drosophila består av 12 artgrupper och 11 övriga arter som inte ingår i någon artgrupp. Totalt innehåller artgruppen omkring 430 beskrivna arter, av nästan 1 000 daggflugor endemiska för Hawaii, de flesta andra tillhör det närbesläktade släktet Scaptomyza. Detta representerar en mycket stor del av Hawaiiöarnas unika endemiska insektsfauna som består av över 6 000 arter, ett så stort förhållande av Drosophila-arter jämfört med andra insektsarter finns inte i någon annan del av världen. Majoriteten av alla flugor på Hawaiiöarna tillhör antingen Drosophila eller Scaptomyza, vilket är mycket anmärkningsvärt när hela ordningen tvåvingar (Diptera) består av ungefär 10 000 olika släkten.

## Evolution

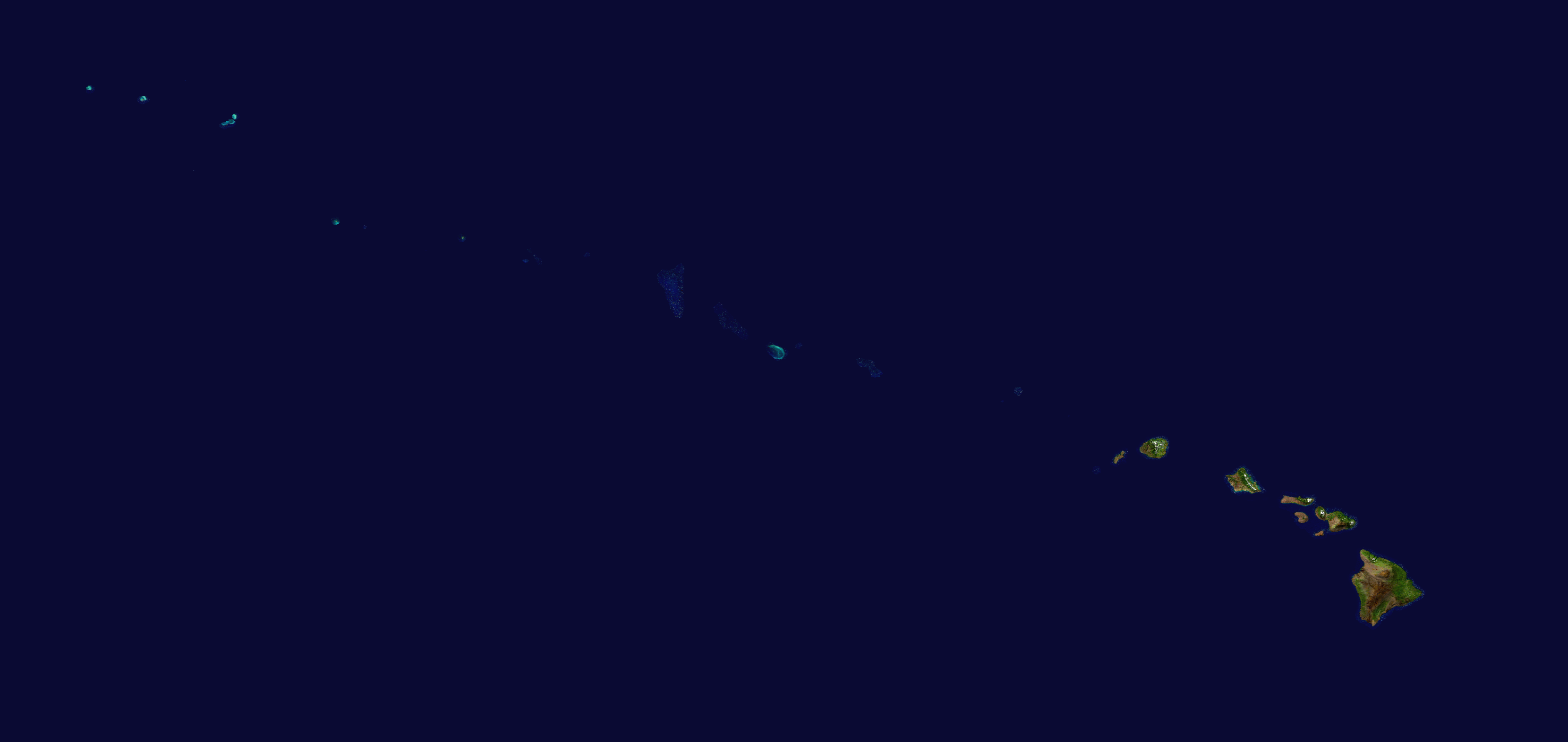
Kompositbild av satellitfoton över Hawaiiöarna, där alla arter inom Hawaiian Drosophila lever.

Alla arterna inom undersläktet tros härstamma från en enda art som spreds till en enskild ö väster om Kauai för omkring 26 miljoner år sedan, i nuläget ligger detta område under havsytan och alla nuvarande öar i ögruppen är yngre än den ö som Drosophila-arten kom till. Utöver att alla arter endast finns på Hawaiiöarna så är ett mycket stort antal av arterna även endemiska för enskilda öar. En stor variation av olika arter med olika utseende och levnadssätt har sedan utvecklats och är ett tydligt exempel av adaptiv radiering.

### Utrotningshotade arter
Flera arter inom undersläktet är listade som utrotningshotade, framförallt uppmärksammade är arterna inom kladen picture wing. Kladen innehåller ungefär 120 arter och några av världens största Drosophila-arter, de kännetecknas även av vingar med unika och intrikata mönster. Några utrotningshotade arter inom denna klad är Drosophila heteroneura, Drosophila differens, Drosophila hemipeza, Drosophila aglaia, Drosophila obatai, Drosophila substenoptera  och Drosophila montgomeryi. Anledningen till att dessa arter är hotade är främst mänsklig påverkan och invasiva arter. Många av arterna bor I Hawaiis skogar och dessa har minskat i storlek på grund av århundraden av jordbruk och eld, samt påverkats av råttor, getter, grisar och myror som introducerats till Hawaiiöarna i koppling till människan. Hybridisering mellan närbesläktade arter är ett möjligt problem för konserveringsförsök, en ökad frekvens av hybridisering tros kunna ske på grund av habitatförändringar och förändrade utbredningsområden vilket gör arterna känsligare för utrotning.

## Ekologi och utseende
På grund av den adaptiva radiering som skett hos undersläktet på Hawaiiöarna så varierar arternas ekologi och utseende relativt mycket jämfört med andra grupper av Drosophila. De minsta arterna är 1,5 mm långa och de största 2 cm långa, vilket gör att undersläktet innehåller många av de största Drosophila-arter som finns. Detta går att jämföra med den mer välkända bananflugan som är 3 mm lång. Arterna återfinns i många olika miljöer, från regnskog vid havsnivå till subalpina ängar. Vissa arter producerar hundratals ägg åt gången och andra lägger bara ett enstaka ägg.
Även om det finns en stor variation så lever de flesta arter inom undersläktet i höglänta regnskogsområden där temperaturen sällan går över 21°C. Generationstiden i laboratoriemiljö är ungefär 4-8 veckor lång, varierande beroende på art. Från att äggen läggs tar det ungefär 5-10 dagar innan larven kläcks ur ägget, larven i sin tur förpuppar sig efter 4-15 dagar och sedan tar det 3-5 veckor innan en vuxen imago kommer ut ur puppan.

## Studier av Hawaiian Drosophila
Majoriteten av arterna inom undersläktet beskrevs och namngavs av den amerikanska entomologen Elmo Hardy. Några andra personer som bidragit mycket till förståelsen om Hawaiis Drosophila är Kenneth Y. Kaneshiro och Percy H. Grimshaw. 
Arter inom Hawaiian Drosophila kan födas upp i laboratorier men kräver andra, mer komplicerade metoder, än de som är vanliga för andra arter inom släktet Drosophila. Odling sker i sandfyllda burkar, detta på grund av att larverna föredrar och trivs bäst när de kan förpuppas i sand. Bladextrakt från buskar inom släktet Clermontia som också kommer från Hawaiiöarna används ibland i dessa burkar. Som mat används en blandning som kallas Wheeler-Clayton, den innehåller flera sorters flingor, barnmat med banan, agar, jäst, etanol, propansyra, instant drosophila medium och vatten. Temperaturen hålls normalt kring 19°C och luftfuktigheten hålls över 50%.
The Hawaiian Drosophila Research Stock Center (HDRSC) tillhandahåller kolonier av många arter inom undersläktet så att de finns tillgängliga för forskning. En art, Drosophila grimshawi, har funnits vid detta center i 45 år.

## Artgrupper
- Drosophila adiastola (artgrupp)
- Drosophila anomalipes (artgrupp)
- Drosophila antopocerus (artgrupp)
- Drosophila ateledrosophila (artgrupp)
- Drosophila grimshawi (artgrupp)
- Drosophila haleakalae (artgrupp)
- Drosophila nudidrosophila (artgrupp)
- Drosophila planitibia (artgrupp)
- Drosophila primaeva  (artgrupp)
- Drosophila rustica (artgrupp)
- modified mouthpart
- modified tarsus

## Övriga arter inom undersläktet
- Drosophila abjuncta
- Drosophila achlya
- Drosophila confutata
- Drosophila incompleta
- Drosophila joycei
- Drosophila mimiconfutata
- Drosophila molokaiensis
- Drosophila musae
- Drosophila nigripalpus
- Drosophila plumosa
- Drosophila varga